# 異国の肌
『異国の肌』（ドイツ語原題：Fremde Haut、英題：Unveiled ）は、2005年に製作されたドイツ・オーストリア合作映画。
日本では、ドイツ映画祭2006、2007年（第3回）難民映画祭、2009年（第4回）関西 Queer Film Festival、2009年(第16回)大阪ヨーロッパ映画祭 にて上映された。

## キャスト
- ファリバ：ヤスミン・タバタバイ
- アンネ：アンネケ・キム・サルナウ
- シリン：ナヴィド・アカヴァン
- イェンス・ミュンコウ